# Пендераклия (корвет, 1831)
«Пендераклия» — 24-пушечный парусный корвет Черноморского флота Российской империи. Корвет был назван в память об уничтожении у крепости Пендераклия 4 мая 1829 года отрядом судов под командованием капитана 1 ранга И. С. Скаловского 17 турецких судов, в число которых входил 60-пушечный корабль.

## Описание корвета
Один из трёх парусных корветов типа «Сизополь», длина судна по сведениям из различных источников составляла от 40 до 40,5 метра, ширина 10,7 метра, а осадка от 4,6 до 4,9 метра. Вооружение судна составляли 24 орудия, а экипаж состоял из 190 человек.

## История службы
Корвет «Пендераклия» был заложен в Николаеве 6 марта 1830 года и, после спуска на воду 6 сентября 1831 года, вошёл в состав Черноморского флота России. Строительство вёл корабельный мастер И. Я. Осминин.
В течение 1832 года корвет находился в Николаеве, в следующем году принимал участие в экспедиции Черноморского Флота на Босфор. 23 апреля прибыл из Севастополя в Буюк-дере с главнокомандующим силами экспедиции генерал-адъютантом графом А. Ф. Орловым на борту, после чего был отправлен обратно в Севастополь для доставки депеш. С июля по ноябрь того же года в составе отряда выходил в крейсерство к берегам Абхазии.
В 1834 и 1835 годах находился в Константинополе в распоряжении русского посланника в Турции, совершал плавания в Афины и Смирну. В 1836 в составе отряда действовал у берегов Кавказа. В 1837 году был направлен в Афины в распоряжении русского посланника в Греции. С 1838 по 1841 годы вновь принимал участия в операциях вдоль Кавказского побережья.
Корвет  «Пендераклия» был разобран в 1844 году.

## Командиры корвета
Командирами корвета «Пендераклия» в разное время служили:
- А. И. Рогуля (1832—1833 годы).
- М. В. Свирский (1834—1835 годы).
- Н. А. Власьев (1836—1837 годы).
- А. П. Скрягин (1838—1840 годы).